# Ctenitis calcicola
Ctenitis calcicola är en träjonväxtart som beskrevs av Masahiro Kato. Ctenitis calcicola ingår i släktet Ctenitis och familjen Dryopteridaceae. Inga underarter finns listade.